# Планета удів
Планета удів (англ. Planet of the Ood) — третій епізод четвертого сезону поновленого британського науково-фантастичного телесеріалу «Доктор Хто». Уперше транслювався на телеканалі BBC One 19 квітня 2008 року. В епізоді знову з'являється іншопланетна раса удів, представники якої раніше з'являлись в епізодах «Неможлива планета» та «Темниця сатани» другого сезону телесеріалу.
Епізод відбувається в 4126 році на планеті Уд-Сфера, на честь якої названо епізод. Десятий Доктор (грає Девід Теннант) і його супутниця Донна Ноубл (грає Кетрін Тейт) розслідують діяльність компанії «Ood Operations», яка продає удів як слуг, щоб виявити причину того, що уди служать із задоволенням. Коли вони знаходять групу необроблених компанією удів, вони жахаються змін, які були здійснені над представниками даної вигаданої раси, та вирішують звільнити удів.
Епізод отримав 7,5 мільйонів глядачів у Великій Британії, ставши дванадцятою найбільш переглядуваною телепрограмою тижня та отримавши 87 балів (відмінно) за індексом оцінки. Епізод був добре сприйнятий за тему рабства, яка є центральною в епізоді.